# Nicaragua i olympiska sommarspelen 1992
Nicaragua deltog i de olympiska sommarspelen 1992 med en trupp bestående av åtta deltagare, men ingen av landets deltagare erövrade någon medalj.

## Boxning
Fjädervikt
- Eddy Sáenz
  - Första omgången — Förlorade mot Victoriano Damian (DOM), 14:23

Weltervikt
- Mario Romero
  - Första omgången — Besegrade Khyber Shah (PAK), 7:2
  - Andra omgången — Förlorade mot Andreas Otto (GER), RSCH-2

## Brottning
Tungvikt, fristil
- Magdiel Gutiérrez

## Cykling
Damernas linjelopp
- Olga Sacasa

Damernas sprint
- Olga Sacasa

Damernas förföljelse
- Olga Sacasa
  - Final — 16:e plats totalt; kvalificerade sig inte till semifinalerna.

## Friidrott
Herrarnas maraton
- William Aguirre — 2:34,18 (→ 73:e plats)